# Giovanni Valetti

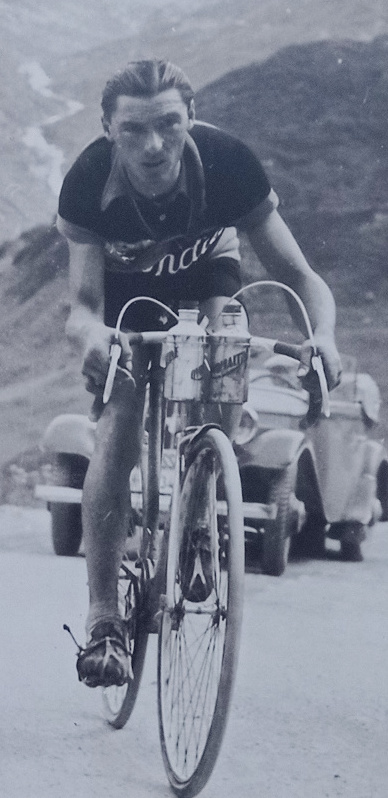
Giovanni Valetti

Giovanni Valetti (* 22. September 1913 in Vinovo; † 28. März 1998 in Avigliana) war ein italienischer Radrennfahrer.

## Sportliche Laufbahn
Valetti war Straßenradsportler. Als Amateur wurde er Piemontesischer Meister und Gewinner des Giro del Lazio 1931.
1938 gewann er die Tour de Suisse mit einem Vorsprung von 12:49 Minuten auf den Luxemburger Arsène Mersch. Sein größter Erfolg war der zweifache Gewinn der Gesamtwertung des Giro d’Italia 1938 und 1939. 1937 schied er in der Tour de France aus.
Der Zweite Weltkrieg beendete seine aktive Karriere als Rennfahrer. Er schloss sich den Partisanen an, die Mussolini bekämpften. Nach dem Zweiten Weltkrieg blieb er als Chauffeur und Teamhelfer dem Radsport verbunden, nachdem 1946 ein Versuch erneut als Profi zu starten erfolglos geblieben war.

## Palmarès
- Gesamtsieger Giro del Lazio: 1933
- 7 Etappensiege beim Giro d’Italia: 1937, 1938 (3) und 1939 (3)
- Gesamtsieger Giro d’Italia: 1938, 1939
- Gesamtsieger Tour de Suisse: 1938